# Shine (sång av The Tolmachevy Sisters)
Shine är en låt som representerade Ryssland i Eurovision Song Contest 2014 i Köpenhamn framförd av The Tolmachevy Sisters. Låten tävlade i första semifinalen, där den tog sig till final. I finalen slutade dem på plats 7 med 89 poäng.